# Inverst beta henfald
Inverst beta henfald er en samlebetegnelse for forskellige typer af Betahenfald.
Inverst beta henfald betegnede oprindeligt processen {\displaystyle {\bar {\nu }}_{e}+p\to e^{+}+n},
(elektron antineutrino der spredes ved sammenstød med en  proton, hvorved der dannes en positron og en  neutron) I hvilket eksistensen af antineutrionen blev endeligt bekræftet I  Cowan–Reines neutrino eksperiment. 
Dette er en vigtig proces i forbindelse med  at forstå supernova explosioner.
Inverst beta henfald  kan også  betegne  processen {\displaystyle e^{-}+p\to \nu _{e}+n} der oftest kaldes  Elektronindfangning.